# موزه ملی دریانوردی هلند

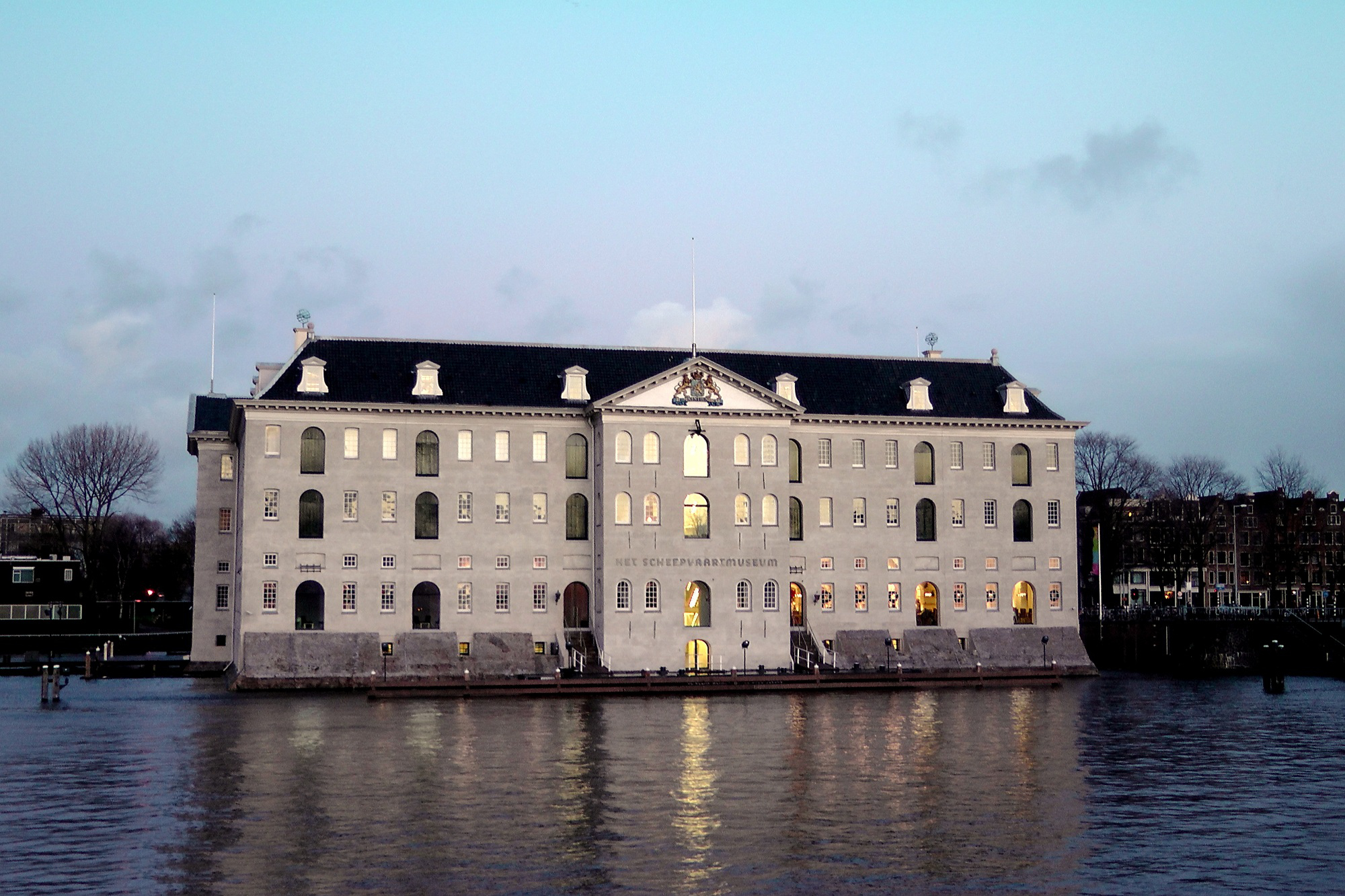
نمای ساختمان موزه دریانوردی هلند که در سده هفدهم ساخته شده‌است

موزه ملی دریانوردی هلند (به هلندی: Het Scheepvaartmuseum) در آمستردام، پایتخت هلند واقع شده‌است. این موزه از سال ۱۹۷۳ فعال  است.
این موزه از سال ۲۰۰۷ به مدت چهار سال در حال نوسازی‌های اساسی بود که پس از پایان، با حضور ملکه هلند، بئاتریکس، گشایش یافت.
موزه در کنار رودخانه اَی واقع شده و یک کشتی روی آب هم جزئی از موزه است که فضای دوران دریانوردی در آن بازسازی شده است.